# Gewöhnliche Fischnatter
Die Gewöhnliche Fischnatter oder kurz Fischnatter (Fowlea piscator) ist eine häufig vorkommende Natternart aus der Unterfamilie der Wassernattern, die in Asien verbreitet ist. Sie wird als nicht gefährdet eingestuft. Fischnattern leben semi-aquatisch und adulte Tiere ernähren sich vor allem von Gliederfüßern, Fischen und Froschlurchen.

## Merkmale
Die Gewöhnliche Fischnatter ist nicht giftig. Sie ist eine mittelgroße Natternart mit einer zylindrischen Körperform, wobei der Kopf sich in der Breite etwas vom Nacken absetzt. Die Männchen sind nur unwesentlich kleiner als die Weibchen, haben dabei jedoch einen längeren Schwanz. Die Gesamtlänge liegt meist bei etwa einem Meter. Die maximal bei einem Exemplar gemessene Länge betrug 189 cm. Das Körpergewicht liegt bei durchschnittlich 233 g, variiert jedoch stark.

### Färbung
Die Färbung ist dorsal stark variabel. Sie reicht im Grundton von glänzend olivgrün über olivbraun, braun, gelblich grau, grau bis schwärzlich braun. Auftretende Muster sind ebenfalls variabel, teilweise abhängig vom Fundort. Es gibt auch fast einfarbige Exemplare, jedoch ist meist ein schachbrettartiges Muster aus dunklen Flecken vorhanden oder ein durch die langgestreckte Form der Flecken an Tigerstreifen erinnerndes Muster. Die Flecken treten in 5 bis 7 Reihen auf und können farblich dunkelgrau, dunkelbraun oder schwarz ausfallen. Die Größe der Flecken ist von Individuum zu Individuum ebenfalls stark variabel, allerdings fallen die Flecken der äußeren Reihe meist größer aus als die inneren Flecken. Einige Tiere weisen zudem eine Sprenkelung mit weißen oder rötlichen Punkten auf. Am Nacken befindet sich oft ein V-förmiger dunkler Fleck, wohingegen dieser, wenn er auftritt, bei der Schwesterart Fowlea flavipunctata Y-förmig ist. Am Kopf verlaufen auf jeder Seite je zwei schwarze Linien schräg abwärts. Eine beginnt hinter und die andere unterhalb des Auges. Die Bauchseite der Gewöhnlichen Fischnatter ist weißlich gelb bis gelblich braun. Der Hals kann leuchtend gelb bis orange gefärbt sein.

### Beschuppung
Die Beschuppung der Gewöhnlichen Fischnatter weist 19 dorsale Schuppenreihen auf und bei Weibchen zwischen 136 und 154 nicht gekielte Bauchschuppen bzw. 128 bis 143 bei Männchen. Die paarig und ebenfalls nicht gekielt ausgebildeten Subcaudalia, vergrößerte Hornschuppen auf der Schwanzunterseite, zählen 68 bis 88 bei Weibchen und 79 bis 96 bei Männchen. Der Analschild ist geteilt. Die Kopfschuppen zählen 1 Loreale, 1 Präoculare, 3 bis 4 Postocularia und meist je 2 vordere und hintere Temporalia. Die Anzahl der Oberlippenschilde beträgt in der Regel 9, selten auch 8 oder 10, und die Anzahl der Unterlippenschilde 10 oder selten auch 9 oder 11. In der Regel grenzt der vierte bis fünfte Oberlippenschild an das Auge.

Beschuppung der Gewöhnlichen Fischnatter
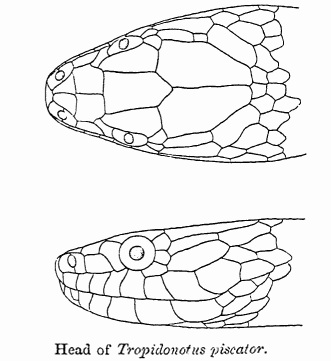
Skizze der Kopfbeschuppung
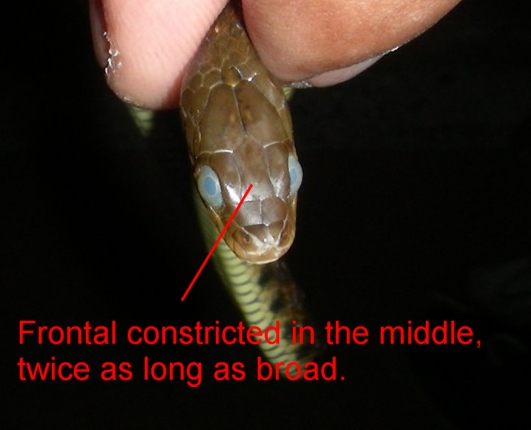
Der Stirnschild ist länger als breit
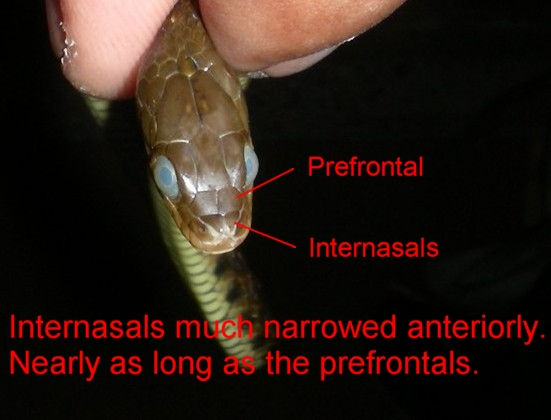
Internasalia
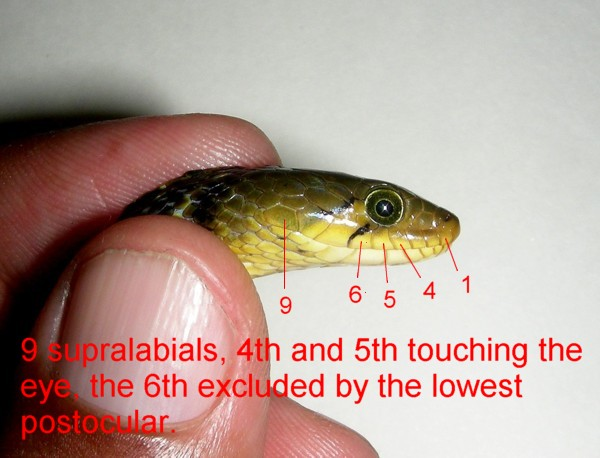
Oberlippenschilde
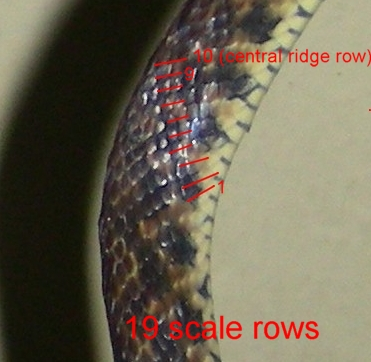
Körperschuppen

## Lebensweise
Die Gewöhnliche Fischnatter lebt semi-aquatisch und ist sowohl tag- als auch nachtaktiv. Sie kommt an Binnengewässern, Reisfeldern, Straßengräben und Marschland vor.

### Ernährung
Die Nahrung der Gewöhnlichen Fischnatter variiert mit Alter, Jahres- und Tageszeit. Jungtiere ernähren sich von Froschlaich, Kaulquappen und im Wasser lebenden Insekten, während adulte Tiere vor allem Gliederfüßer, kleinere Fische und Froschlurche jagen. Eine Untersuchung des Mageninhalts von Gewöhnlichen Fischnattern in Bangladesch ergab ein Durchschnittsgewicht der Beutetiere von 10,3 ± 6,8 g, was einem Anteil von 4,4 % ihres Körpergewichts entsprach. Im Winter wurde dabei mit durchschnittlich 2,4 % Anteil am Körpergewicht insgesamt deutlich weniger Nahrung gefunden. Nattern fressen allgemein Beutetiere von ca. 20 % ihres Körpergewichts, hauptsächlich abhängig vom Fassungsvermögen ihres Mauls. Die Nahrung setzte sich bei den untersuchten Fischnattern zu 56,5 % aus Gliederfüßern, 21,6 % aus Fisch und 17,4 % aus Amphibien zusammen.
Zu den bevorzugt gefressenen Gliederfüßern zählen beispielsweise die Zuckerkäferart Passalus cornutus, die Schlanklibellenart Argia emma und Heuschreckennymphen der Art Melanoplus differntialis, sodass die Gewöhnliche Fischnatter eine natürliche Schädlingsbekämpfung in der Landwirtschaft bewirken kann. Bei den Froschlurchen wurden als Beutetiere u. a. die Schwarznarbenkröte, die Froschart Euphlyctis cyanophlyctis, die Engmaulfroschart Microhyla heymonsi und juvenile Hoplobatrachus tigerinus beobachtet. Die Amphibien werden schnell mit den Zähnen gepackt und anschließend mit den Beinen voran langsam verschlungen. Für das letzte Stück wird das Beutetier oft gegen harte Oberflächen wie Brunnenwände oder Teichböden gedrückt, um es ganz herunterzuschlucken. Gelegentlich misslingt der Fressversuch auch und die Beute wird liegen gelassen oder wegen Erstickungsgefahr auf halbem Weg wieder hochgewürgt. Erbeutete Fische werden in der Regel nach dem Fang zunächst ans Ufer transportiert, um sie dort einfacher fressen zu können. Zu den in Bangladesch am häufigsten in Mägen gefundenen Fischen zählen Arten der Gattung Puntius, der ursprünglich aus Afrika stammende Mosambik-Buntbarsch und Amblyphrayngodon mola. Die Gewöhnliche Fischnatter frisst zudem gelegentlich Amphibienlaich und Nagetiere sowie seltener Vögel und Reptilien wie die Geckoart Cnemaspis mysoriensis. In seltenen Fällen werden möglicherweise auch juvenile Weichschildkröten gefressen, so wurde ein Fressversuch im Jagdishpur-Reservoir im nepalesischen Kapilbastu bei der Pfauenaugen-Weichschildkröte beobachtet. Allerdings ist unklar, ob die Fischnatter in dem Fall am Ende erfolgreich war oder sich bei der Größe des Tieres überschätzte, wie es auch oft bei großen Fischen (z. B. Karpfen) und Froschlurchen (z. B. adulte Hoplobatrachus tigerinus) beobachtet wurde. Auch wurden als weiteres Beispiel für Fehleinschätzungen seitens Fischnattern bereits tote Exemplare gefunden, die vermutlich an den Stacheln eines erbeuteten Fisches starben. Neben selbst erbeuteten Tieren frisst die Gewöhnliche Fischnatter auch gelegentlich bereits tote Tiere, was für Schlangen nicht ungewöhnlich ist.

### Verteidigung

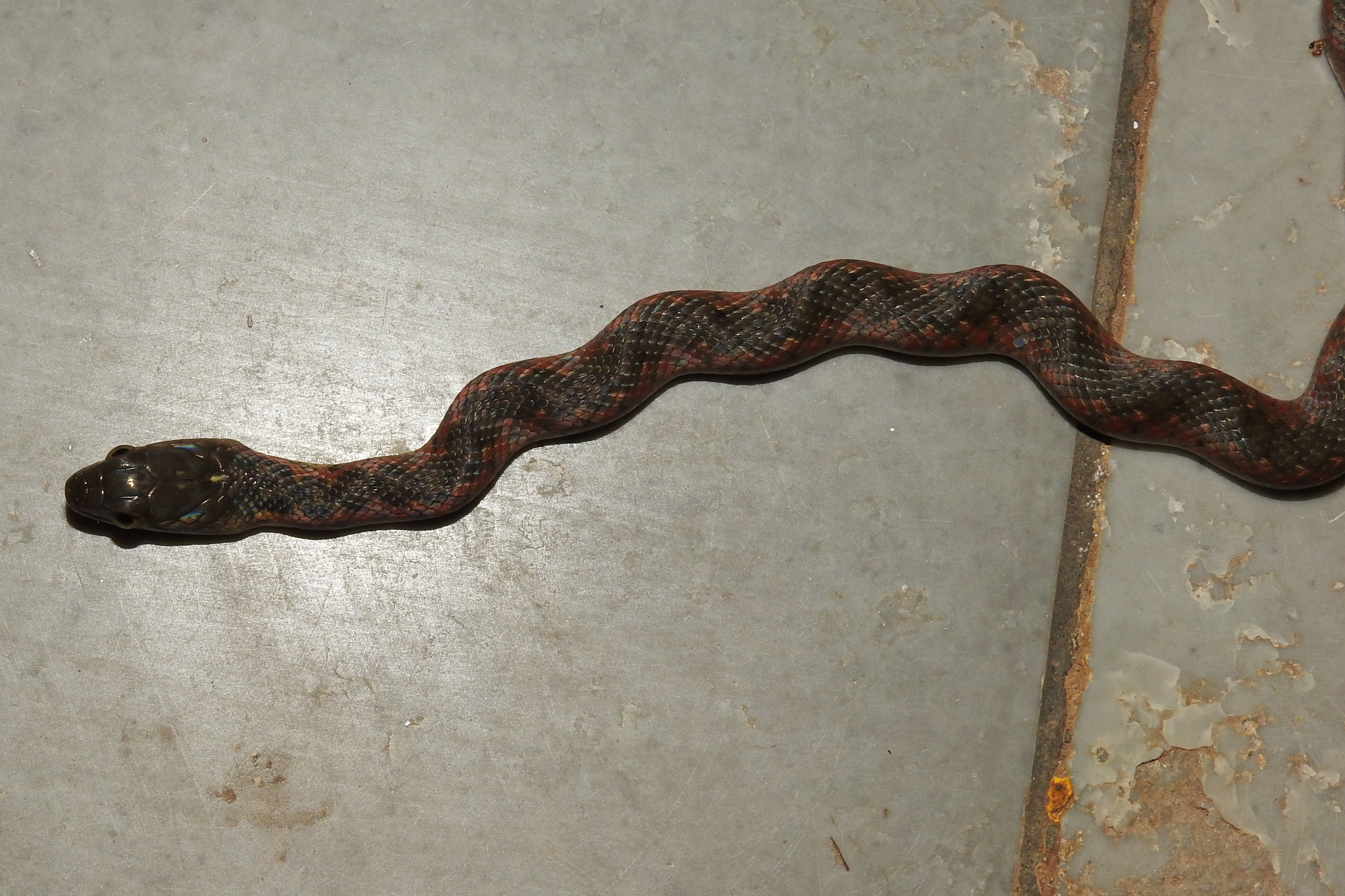
Liana crypsis bei einer Gewöhnlichen Fischnatter

Menschen gegenüber verhält sich die Gewöhnliche Fischnatter aggressiv und beißt schnell zu, wenn sie gegriffen wird. Sie wird als eine der bissfreudigsten Schlangen Indiens beschrieben, ist jedoch nicht giftig. Zudem zeigt die Gewöhnliche Fischnatter gelegentlich ein Verhalten, das u. a. als Liana crypsis bezeichnet wird. Dieses wurde bisher bei etwa einem Dutzend Schlangenarten beobachtet, ist vermutlich aber noch bei mehr Arten vorhanden. Bei dieser Reaktion formt die Schlange in ihrem Körper 6 bis 20 kurze Biegungen und bleibt regungslos. Die Tarnung (Krypsis) erinnert an einen Ast oder eine Liane, daher der Name Liana crypsis.

### Fortpflanzung
Die Weibchen legen zwischen Dezember und März bis zu 90 Eier. Als Ort für die Gelege werden von Nagetieren gegrabene Löcher gewählt oder andere Hohlräume in Felsen, Brunnen, Dämmen und ähnlichem. Die Jungtiere schlüpfen nach 60 bis 70 Tagen.

## Vorkommen

### Verbreitungsgebiet

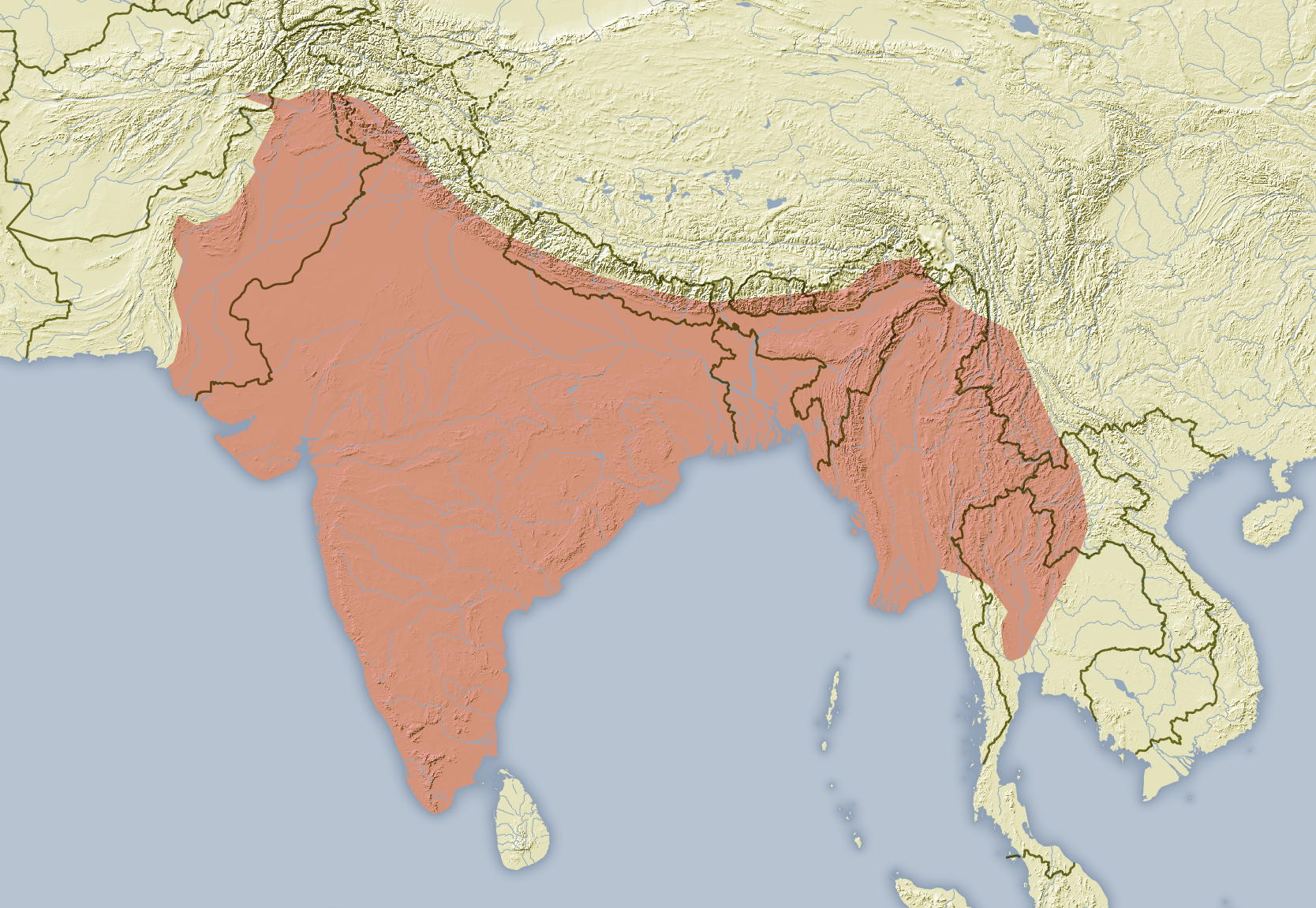
Verbreitungsgebiet der Gewöhnlichen Fischnatter

Das Verbreitungsgebiet der Gewöhnlichen Fischnatter erstreckt sich vom äußersten Osten Afghanistans über Pakistan bis Indien, Süd-Nepal, Süd-Bhutan, Süd-China (Yunnan, Guangxi), Bangladesch und den Norden der Indochinesischen Halbinsel. Vor allem in Indien ist sie weit verbreitet und kommt dort auf dem gesamten Festland bis in Höhen von rund 2000 m vor, wohingegen sie auf den Inselgruppen der Andamanen und Nikobaren fehlt. Auf der Indochinesischen Halbinsel ist sie in Myanmar, im Norden Thailands und im Norden von Laos bis zur vietnamesischen Grenze verbreitet. Dort und in der angrenzenden chinesischen Provinz Yunnan kommt sie sympatrisch mit der Gelbflecken-Fischnatter (Fowlea flavipunctata) vor.

### Gefährdung und Schutz
Die Weltnaturschutzunion (IUCN) stuft die Art als nicht gefährdet ein und ihren Populationstrend als stabil. Sie ist eine der häufigsten Schlangenarten in Indien und kommt daher auch in zahlreichen Schutzgebieten vor, beispielsweise im Eaglenest Wildlife Sanctuary und im Bhawal-Nationalpark in Bangladesch. In Indien ist die Art im Anhang II Teil II des Wildlife Protection Act von 1972 gelistet. Die Gewöhnliche Fischnatter wird insbesondere im Süden Chinas für ihre Schlangenhaut und das Fleisch gesammelt, sodass die Population dort rückläufig ist. Für einen Markt in Guangzhou wurde der Handel der Art im Jahr 1999 auf jährlich 377,7 Tonnen geschätzt, allerdings ist nach taxonomischen Änderungen unklar, welchen Anteil daran die Gewöhnliche Fischnatter und welchen die inzwischen als eigene Art angesehene Gelbflecken-Fischnatter (Fowlea flavipunctata) hatte. Auch in Myanmar wird die Gewöhnliche Fischnatter regional zum Verzehr gesammelt. Gewöhnliche Fischnattern werden zudem häufig auf Straßen überfahren, insbesondere während der Regenzeit.

## Taxonomie
Die Gewöhnliche Fischnatter ist eine Natternart aus der Gattung Fowlea innerhalb der Unterfamilie der Wassernattern. Die Art wurde 1799 von Johann Schneider als Hydrus Piscator erstbeschrieben mit Terra typica Indiae orientalis (Ostindien), was 2012 von Vogel & David auf die nördlichen Küstenregion des Bundesstaats Andhra Pradesh eingegrenzt wurde. Die Gattung Fowlea ist paraphyletisch und noch nicht ausreichend erforscht. Die Gewöhnliche Fischnatter wurde lange der Gattung Xenochrophis zugeordnet, jedoch 2019 der Gattung Fowlea zugewiesen (Purkayastha et al.). Die Gelbflecken-Fischnatter (Fowlea flavipunctata) wurde früher als Unterart der Gewöhnlichen Fischnatter angesehen. Auch die ehemalige Unterart F. p. melanzostus wurde zum Artstatus erhoben. Morphologisch ähnliche Schlangen auf Sri Lanka, die in der Vergangenheit vorläufig zur Gewöhnlichen Fischnatter gezählt wurden, wurden inzwischen ebenfalls als zwei eigene Arten beschrieben: Fowlea unicolor und Fowlea asperrima. Stand 2023 werden für die Gewöhnliche Fischnatter nach der Reptile Database keine Unterarten mehr unterschieden.